# Письмо (песня)
«Письмо» — песня, написанная и спетая Максимом Леонидовым.

## История
Вошла в альбом «Дикая штучка» (2009), записанный певцом в Канаде с экс-соотечественником Кириллом Широковым.
Идея песни — написание письма самому себе в прошлое (в 1978 год) несколько напоминает песню американского кантри-певца Бреда Пейсли Letter To Me. Но при этом, «Письмо» глубоко автобиографично, перекликается с моментами жизни певца — «уломай отца, чтоб сходил к врачу, и может быть, удастся его спасти».
В сентябре 2009 песня попадает в ротацию многих российских радиостанций, тогда же состоялась премьера песни в хит-параде «Чартова Дюжина» на «Нашем радио», где она несколько месяцев подряд занимает лидирующие позиции.
19 декабря 2009 года «Письмо» прозвучало на всю страну в прямом эфире телеигры Что? Где? Когда?
В марте 2010 года Максим Леонидов получает за песню ежегодную премию Чартова Дюжина в номинации «Поэзия».